# Gō (Fluss)
Der Gō no kawa (japanisch 江の川, wörtlich „Fluss der Bucht“, aber die genaue Etymologie ist unbekannt, wahrscheinlich handelt es sich um Ateji) ist ein Fluss in Japan in der Region Chūgoku mit einer Länge von 194 km. Entspringend in den Bergen der Präfektur Hiroshima fließt der Gō zunächst Richtung Süden, anschließend in einer Schleife nach Osten um schließlich in der Präfektur Shimane ins nördlich gelegene Japanische Meer bei Gōtsu zu münden.